# Маэстро (мультфильм)
«Маэстро» (англ. Maestro) — венгерский короткометражный мультфильм, номинированный на премию «Оскар» 2007 года в категории «Лучший анимационный короткометражный фильм».

## Сюжет
За пять минут до начала представления певчая птица сидит в гримёрке и тщательно готовится. В этом ей помогает механическая рука. Рука заботится о птичке, одевая и прихорашивая её.
В конце дверь распахивается и механическая рука тащит птичку наружу, которая оказалась всего лишь кукушкой в часах.